# Listă de filme: 0-9
| Listă de filme                                          | Listă de filme | Listă de filme | Listă de filme | Listă de filme | Listă de filme | Listă de filme |
| ------------------------------------------------------- | -------------- | -------------- | -------------- | -------------- | -------------- | -------------- |
| #                                                       | A              | B              | C              | D              | E              | F              |
| G                                                       | H              | I              | J · K          | L              | M              | N · O          |
| P                                                       | Q · R          | S · Ș          | T · Ț          | U · V          | W · X          | Y · Z          |
| Această infocasetă: vizualizare • discuție • modificare |                |                |                |                |                |                |

Aceasta este o listă de filme care încep cu un număr.

### 0
- Zero Effect (1998)
- Zero Dark Thirty (2012)

### Zecimale
- .45 (2006)

### 1
- The $1,000,000 Reward (1920)
- One Hundred Men and a Girl (1937)
- One A.M. (1916)
- One Day (2011)
- One False Move (1992)
- One Flew Over the Cuckoo's Nest (1975)
- One Hour Photo (2002)
- One Million Years B.C. (1966)
- One More Time (1970)
- One Night with the King (2006)
- One Night of Love (1934)
- The 1 Second Film (2007)
- One, Two, Three (1961)
- One Way Passage (1932)
- One Week: (1920 & 2008)
- One of Our Dinosaurs Is Missing (1975)
- 10 (1979)
- 10 Items or Less (2006)
- Ten Little Indians (1965)
- Ten Little Indians (1989)
- 10 Rillington Place (1971)
- 10 Things I Hate About You (1999)
- 10 to Midnight (1983)
- 10,000 BC (2008)
- 100 Days with Mr. Arrogant (2004)
- 100 Feet (2008)
- 100 Rifles (1969)
- 101 Dalmatians (1996)
- 101 Rent Boys (2000)
- 101 Reykjavík (2000)
- 102 Dalmatians (2000)
- 10th & Wolf (2006)
- The 10th Kingdom (2000) (TV)
- The 10th Victim (1965)
- 10½ (2010)
- 11-11-11 (2011)
- 11:14 (2003)
- The 11th Hour (2007)
- 12 (2007)
- 12 Angry Men (1957)
- 12 Men of Christmas (2009) (TV)
- 12 Monkeys (1995)
- 12 Rounds (2009)
- 12 and Holding (2006)
- 127 Hours (2011)
- 12:01 (1993)
- 12:01 PM (1990)
- 13 (2010)
- 13 Assassins (2010)
- 13 Beloved (2006)
- Thirteen Days (2000)
- 13 Ghosts (1960)
- Thirteen Ghosts (2001)
- 13 Going on 30 (2004)
- 13 Rue Madeleine (1947)
- 13 Tzameti (2006)
- The 13th Warrior (1999)
- 1408 (2007)
- 15 Minutes (2001)
- 15: The Movie (2003)
- 16 Blocks (2005)
- 17 Again (2009)
- 1776 (1972)
- Nineteen Eighty-Four (1984)
- 1900 (1976)
- 1941 (1979)
- 1968 Tunnel Rats (2009)
- 1984 (1956)
- 1990: The Bronx Warriors (1983)
- 1991: The Year Punk Broke (1992)
- The One (2001)
- One-Way Ticket to Mombasa (2002)
- The Thirteenth Floor (1999)
- A Thousand Acres (1997)
- A Thousand Clowns (1965)
- Twelve (2010)

### 2
- 2 Days in New York (2012)
- 2 Days in Paris (2007)
- 2 Days in the Valley (1996)
- Two Family House (2002)
- 2 Fast 2 Furious (2003)
- The Two Jakes (1990)
- Two Lovers (2008)
- Two Mules for Sister Sara (1970)
- Two Solitudes (1978)
- Two Thousand Maniacs! (1964)
- Two Weeks Notice (2002)
- Two for the Money (2005)
- 2 or 3 Things I Know About Her (1967)
- 20 Dates (1998)
- 20 Million Miles to Earth (1957)
- 20,000 Leagues Under the Sea: (1907, 1916, 1954, 1997 Hallmark, & 1997 Village Roadshow)
- 20,000 Years in Sing Sing (1932)
- 200 Cigarettes (1999)
- 200 Motels (1971)
- 200 Pounds Beauty (2006)
- 2001 Maniacs (2006)
- 2001: A Space Odyssey (1968)
- 2009 Lost Memories (2002)
- 2010 (1984)
- 2012 (2009)
- 2019, After the Fall of New York (1984)
- 2046 (2004)
- Twenty-One (1991)
- 21 (2008)
- 21 Grams (2003)
- 21 Jump Street (2012)
- 21 Up (1977)
- 23 (1998)
- 24 City (2008)
- 24 Hour Party People (2002)
- 25th Hour (2002)
- 27 Dresses (2008)
- 28 Days (2000)
- 28 Days Later (2002)
- 28 Weeks Later (2007)
- 28 up (1984)
- 2:37 (2006)
- Catch-22 (1970)

### 3
- Three Amigos (1986)
- The Three Burials of Melquiades Estrada (2005)
- Three Coins in the Fountain (1954)
- Three Colors series:
  - Three Colors: Blue (1993)
  - Three Colors: Red (1994)
  - Three Colors: White (1994)
- Three Comrades (1938)
- Three on a Couch (1966)
- Three Days of the Condor (1975)
- The Three Faces of Eve (1957)
- Three Fugitives (1989)
- 3 Godfathers (1948)
- Three Godfathers (1936)
- The Three Godfathers (1916)
- Three the Hard Way (1974)
- 3 Idiots (2009)
- Three Kings (1999)
- Three on a Match (1932)
- Three Men and a Baby (1987)
- Three Men and a Little Lady (1990)
- The Three Musketeers: (1921, 1933, 1948, 1973, 1992, 1993 & 2011)
- 3 Ring Circus (1954)
- Three for the Road (1987)
- Three Sisters (Olivier) (1970)
- Three Sisters (1994)
- Three to Tango (1999)
- 3 Women (1977)
- 3,2,1... Frankie Go Boom (2012)
- 3-Iron (2004)
- 30 Days of Night (2007)
- 30 Days of Night: Dark Days (2010)
- 30 Minutes or Less (2011)
- 300 (2007)
- The 300 Spartans (1962)
- 3000 Miles to Graceland (2001)
- 301, 302 (1995)
- 35 up (1991)
- 36 Hours (1965)
- 360 (2011)
- The 36th Chamber of Shaolin (1979)
- 36th Precinct (2004)
- The 39 Steps: (1935, 1959, & 1978)
- 3: The Dale Earnhardt Story (2004)
- 3:10 to Yuma: (1957 & 2007)
- The Third Man (1949)
- Thr3e (2007)
- Three (2002)
- Three... Extremes (2004)
- π (1998)

### 4
- Four Brothers (2005)
- Four Daughters (1938)
- Four Feathers: (1939 & 2002)
- Four Flies on Grey Velvet (1972)
- Four Horsemen of the Apocalypse (1962)
- Four Lions (2010)
- 4 Little Girls (1997)
- 4 luni, 3 săptămâni și 2 zile (2007)
- The Four Musketeers (1974)
- Four Rooms (1995)
- The Four Seasons (1981)
- 4 for Texas (1963)
- Four for Venice (1998)
- Four Weddings and a Funeral (1994)
- 4.3.2.1 (2010)
- 40 Days and 40 Nights (2002)
- 40 Year Old Virgin (2005)
- Al 41-lea (1956)
- Cele 400 de lovituri [Les quatre cents coups ] (1959)
- 42 (2013)
- 42 up (1998)
- 42nd Street (1933)
- 44 Inch Chest (2010)
- 44 Minutes: The North Hollywood Shoot-Out (2003)
- 48 Hrs. (1982)
- 49th Parallel (1941)
- 4D Man (1959)
- The 4th Floor (2000)
- The Fourth Kind (2009)
- The Fourth Man (1983)
- The Fourth Protocol (1987)

### 5
- 5 Broken Cameras (2011)
- 5 Card Stud (1968)
- 5 Days of War (2011)
- Cinci piese ușoare [Five Easy Pieces] (1970)
- 5 Fingers (1952)
- Five Fingers (2006)
- Five Fingers of Death (1973)
- Five Graves to Cairo (1943)
- The Five Man Army (1969)
- Five Minutes of Heaven (2009)
- The Five Senses (1999)
- 50 First Dates (2004)
- The 51st State (2001)
- 52 Pick-Up (1986)
- 54 (1998)
- 55 Days at Peking (1963)
- 5ive Girls (2006)
- Al cincilea element [The Fifth Element] (1997)
- 5x2 (2004)
- (500) Days of Summer (2009)
- The 5,000 Fingers of Dr. T (1953)
- Five Million Years to Earth (1967)
- 50/50 (2011)

### 6
- 6 Angels (2002)
- The 6th Day (2000)
- 633 Squadron (1964)
- Six Degrees of Separation (1993)
- Six Days Seven Nights (1998)
- Sixteen Candles (1984)
- The Sixth Sense (1999)
- The 601st Phone Call (2006)
- 61* (2001) (TV)

### 7
- Six Days Seven Nights (1998)
- Seven Beauties (1976)
- Șapte mirese pentru șapte frați [Seven Brides for Seven Brothers] (1954)
- Cele șapte fețe ale Doctorului Lao [7 Faces of Dr. Lao] (1964)
- 7 Khoon Maaf (2011)
- Seven Men from Now (1956)
- Seven Pounds (2008)
- Seven Psychopaths (2012)
- Cei șapte samurai [Shichinin no samurai] (1954)
- Cei șapte magnifici [The Magnificent Seven] (1960)
- 7 Seconds (2005)
- Seven Swords (2005)
- Seven Up! (1964)
- 7 Women (1966)
- Șapte ani de căsnicie [The Seven Year Itch] (1955)
- Seven Years in Tibet (1997)
- 7:35 in the Morning (2003)
- Seventh Heaven: (1927, 1937 & 1993)
- The Seventh Seal (1957)
- The Seventh Sign (1988)
- Se7en (1995)
- The Seven-Ups (1973)

### 8
- Eight Crazy Nights (2002)
- 8 Heads in a Duffel Bag (1997)
- Eight Men Out (1988)
- 8 Mile (2002)
- 8 Million Ways to Die (1986)
- Eight on the Lam (1967)
- 8 Seconds (1994)
- 8 Women (2002)
- 84 Charing Cross Road: (1975 TV & 1987)
- 88 Minutes (2008)
- 8: The Mormon Proposition (2010)
- 8mm (1999)
- 8mm 2 (2005)
- 8½ (1963)
- 8½ Women (1999)

### 9
- 9: (scurtmetraj din 2005 & 2009)
- Nine (2009)
- Nine to Five (1980)
- Nine Lives (2005)
- Nine Months (1995)
- Nine Queens (2000)
- 9 zile dintr-un an [Девять дней одного года] (1962)
- 9 Songs (2004)
- 9/11 (2002)
- 976-EVIL (1989)
- 9th Company (2005)
- 9½ Weeks (1986)
- The Nines (2007)
- The Ninth Gate (1999)

| Listă de filme                                          | Listă de filme | Listă de filme | Listă de filme | Listă de filme | Listă de filme | Listă de filme |
| ------------------------------------------------------- | -------------- | -------------- | -------------- | -------------- | -------------- | -------------- |
| #                                                       | A              | B              | C              | D              | E              | F              |
| G                                                       | H              | I              | J · K          | L              | M              | N · O          |
| P                                                       | Q · R          | S · Ș          | T · Ț          | U · V          | W · X          | Y · Z          |
| Această infocasetă: vizualizare • discuție • modificare |                |                |                |                |                |                |